# Venetiaanse Gaanderijen
De Venetiaanse Gaanderijen te Oostende (België) vormen samen met de Koninklijke Gaanderijen een geheel van galerijen langs de Oostendse zeedijk, nu de Koning Boudewijn-promenade. Tussen beide ligt de Drie Gapers, met het ruiterstandbeeld van Leopold II.

## Geschiedenis
De Venetiaanse Gaanderijen werden gebouwd tussen 1900 en 1903 naar ontwerp van de architect Henri Maquet (1839-1909). Zoals veel nieuwe gebouwen rond dit tijdstip, werd ook deze galerij gebouwd op vraag van koning Leopold II. Voorheen was het terrein benomen door een restaurant en aanpalende oesterputten gekend als "Pavillon du Rhin".
Deze gesloten, overdekte galerij bestaat uit een galerij langsheen de Zeedijk met ronde torenuitbouw die een houten wenteltrap bevat en met voorliggende parterre (vroeger door een balustrade van de dijk afgesloten), een lange galerij langs heel de Parijsstraat en een torenachtige uitbouw met sierlijke wenteltrap langs de Koningsstraat. In een hoek van 45° is op de kruising van de twee galerijen een grote salonachtige ruimte gebouwd. Ondergronds was er een verbinding naar de dubbelvilla hoek Parijsstraat/Koningsstraat, bewoond door barones de Vaughan, de maîtresse van de koning. Die geheime tunnel werd na het overlijden van Leopold II dichtgemaakt.
Tijdens de Tweede Wereldoorlog verkommerde het gebouw. Vooral de glazen koepel boven het groot salon en de 2 glazen uitbouwen liepen schade op en werden tijdens de herstellingswerkzaamheden verwijderd. Ook de monumentale marmeren schoorsteenmantel, gesculpteerd met figuren die een horloge ophielden werd weggehaald.
Deze Venetiaanse Gaanderijen hadden lange tijd geen functie maar worden nu gebruikt door het stadsbestuur als tentoonstellingsruimte. Een deel is ingericht als restaurant. Op het terras ervoor staat het bronzen standbeeld van koning Boudewijn (1998) van de Oostendse kunstenares Josiane Vanhoutte (°1946).

## Galerij

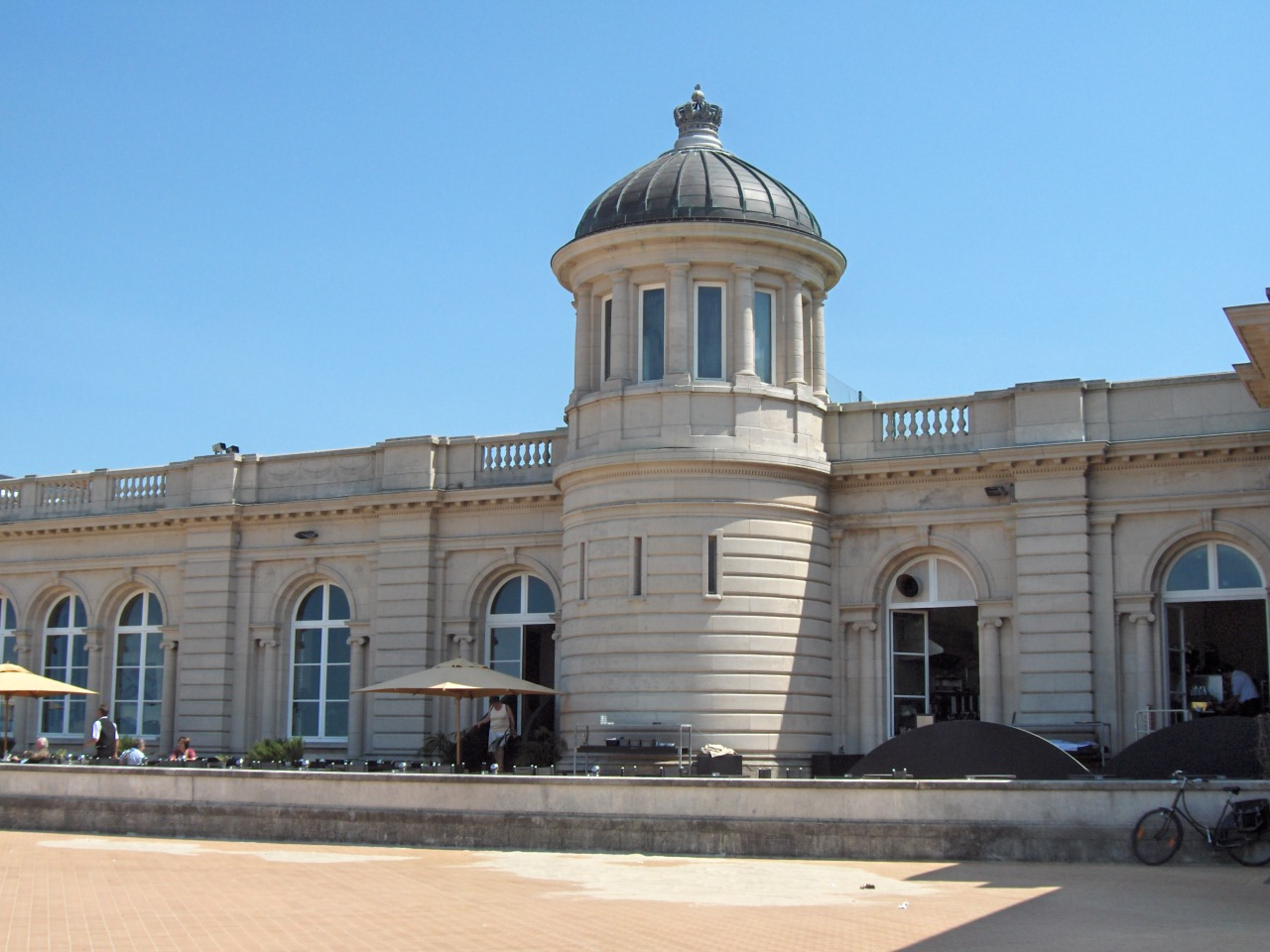
Kant Zeedijk
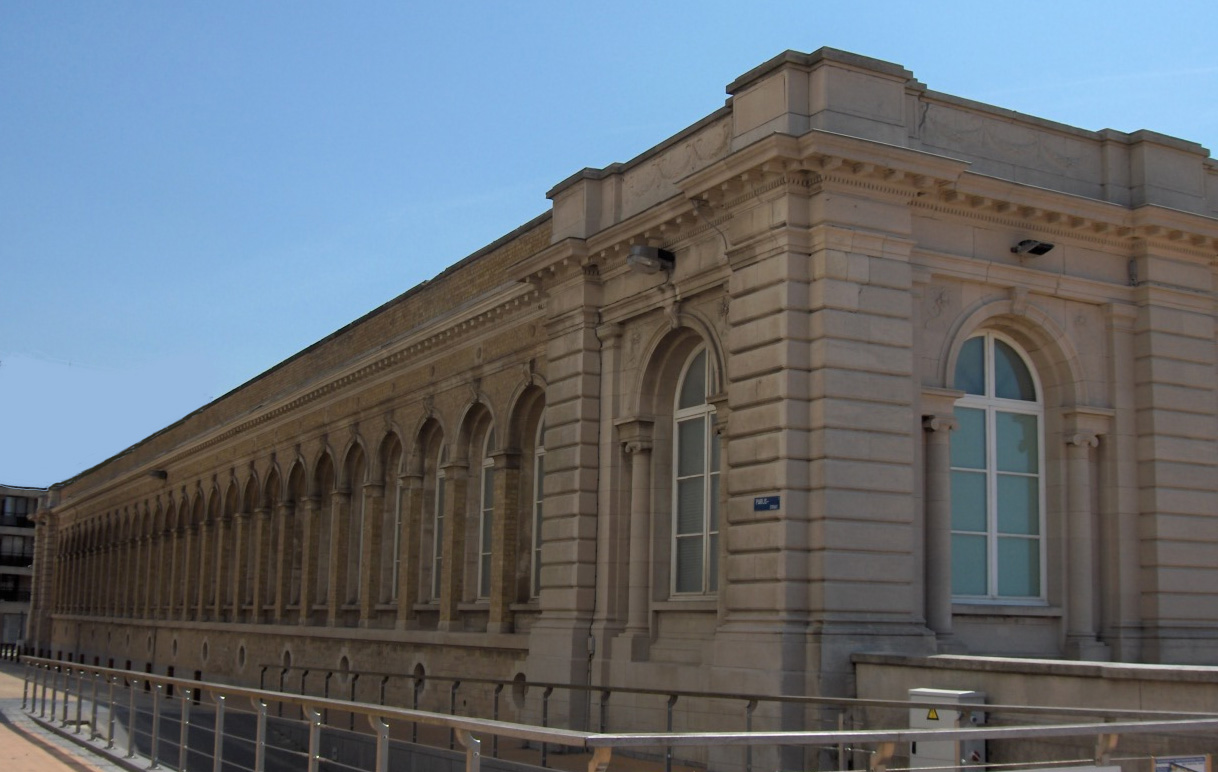
Kant Parijsstraat
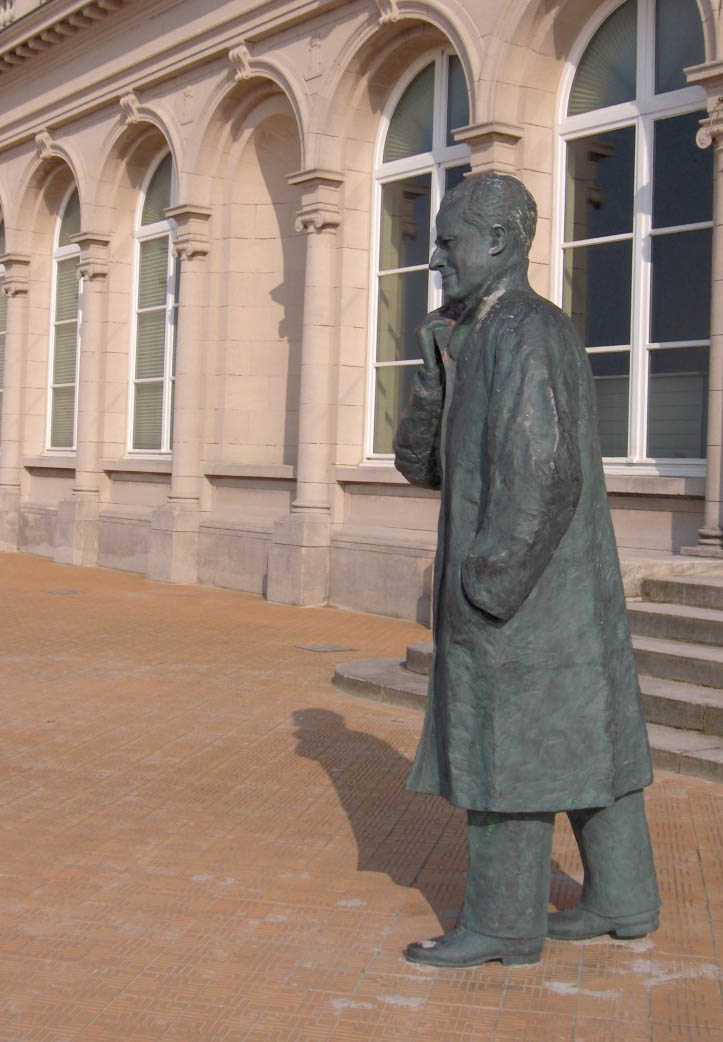
Standbeeld van koning Boudewijn door Josiane Vanhoutte